# Ábrányi
Az Ábrányi régi magyar családnév, illetve régi világi személynév. Családnévként lehet apanév, de utalhat származási helyre is: Ábrány (Szlovákia, korábban Sáros vármegye), Érábrány, Vedresábrány (mindkettő Románia, korábban Bihar vármegye), Bükkábrány (Borsod-Abaúj-Zemplén vármegye), Nyírábrány (Hajdú-Bihar vármegye).

## Híres Ábrányi nevű személyek
- Ábrányi Alajos (eredetileg Eördögh Alajos) (1786–1853) magyar politikus
- Idősebb Ábrányi Emil (1820–1850) író, újságíró, 48-as politikus
- Ifjabb Ábrányi Emil (1850–1920) költő, újságíró, műfordító
- Legifjabb Ábrányi Emil (1882–1970) zeneszerző, karmester
- Idősebb Ábrányi Kornél (eredetileg Eördögh Kornél) (1822–1903) zenei író, zeneszerző, zongoraművész, zenepedagógus
- Ifjabb Ábrányi Kornél (1849–1913) író, újságíró